# 吴京耕
吴京耕（1983年1月—），辽宁阜新人，蒙古族，中国共产党党员。中华人民共和国企业家、第十三届全国人民代表大会辽宁地区代表。

## 生平
吴京耘父亲是生产三沟酒的三沟酒业所有者。该企业原为国有企业，转为私营。2004年时完成二次转制。当年，吴京耘放弃公务员工作，进入父亲执掌的三沟酒业，从基层业务员做起。2018年，吴京耕担任三沟酒业董事长、总经理。
2018年2月24日，吴京耘当选为第十三届全国人大代表。